# Gansus
Gansus is een geslacht van uitgestorven vogels uit het Vroeg-Krijt (ca. 110 miljoen jaar geleden), behorend tot de Ornithuromorpha. De typesoort is Gansus yumenensis. Fossielen zijn gevonden in de provincie Gansu in China.

## Vondst en naamgeving
In 1981 werd in het Changmabassin bij Yumen de achterpoot van een vogel gevonden.
In 1984 benoemden en beschreven Hou Linahai en Liu Zhicheng de typesoort Gansus yumenensis. De geslachtsnaam verwijst naar Gansu. De latinisering is wat ongebruikelijk: de normale methode zou zijn geweest er 'Gansia' van te maken. De soortaanduiding verwijst naar Yumen.
Het holotype IVPP V6862 is gevonden in een laag van de Xiagouformatie die dateert uit het Aptien-Albien. Het bestaat uit een linkeronderbeen inclusief voet. Het specimen is in een slechte toestand. Na beschadigingen werden de botten uit de plaat verwijderd en gerestaureerd en daarna weer in de holte gelijmd. De lijm bedekt veel details van de bouw.

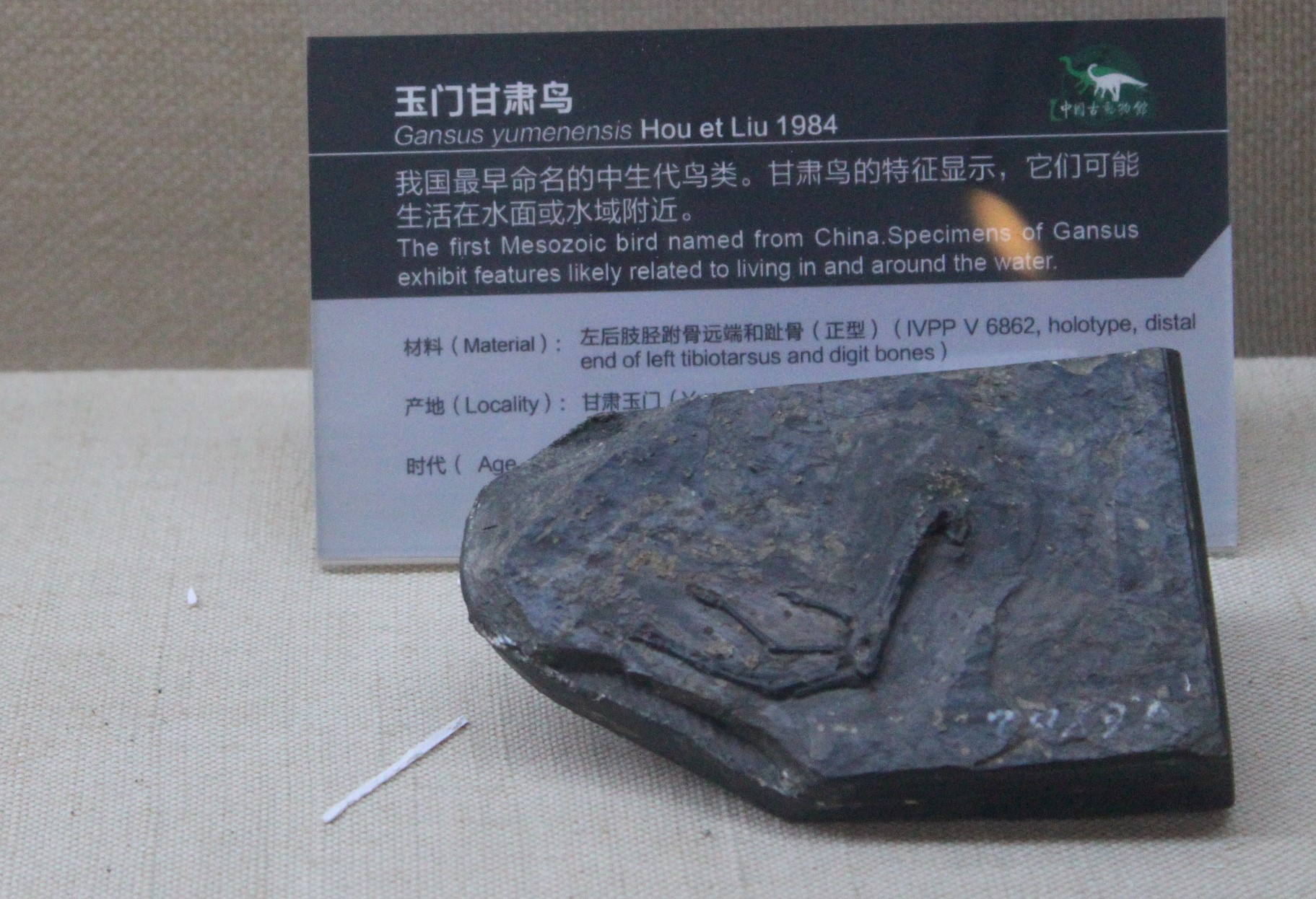
De voet van het holotype

In 2003 en 2004 werden nog eens vijf exemplaren gevonden die in 2006 gerapporteerd werden. Het betreft de specimina CAGS-IG-04-CM-001, CAGS-IG-04-CM-002, CAGS-IG-04-CM-003, CAGS-IG-04-CM-004 en CAGS-IG-04-CM-005. Het gaat om skeletten zonder schedel. Ze leveren dus veel meer informatie maar werden slechts summier beschreven. Deze exemplaren bewaarden delen van het verenkleed en zwemvliezen.
In 2009 werden nog eens vijf exemplaren gemeld. Deze hadden geen inventarisnummer. Ze omvatten nu wel delen van de schedel en de onderkaken. Ze werden echter nauwelijks beschreven.
In 2010 werd gemeld dat er intussen in totaal een honderdtal fossielen van Gansus verzameld was.
In 2011 kwam de melding van negen nieuwe exemplaren. Het betreft de specimina IVPP V15074, IVPP V15075, IVPP V15076, IVPP V15077, IVPP V15079, IVPP V15080, IVPP V15081, IVPP V15083 en IVPP V15084. Deze werden wel beschreven maar misten de schedels.
In 2015/2016 werden nog eens zeven exemplaren, zonder schedelmateriaal maar met gastrolieten, beschreven. Het betreft de specimina CAGS-IG-04-CM-018, CAGS-IG-04-CM-031, CAGS-IG-05-CM-014, CAGS-IG-06-CM-011, CAGS-IG-07-CM-006, CAGS-IG-07-CM-009 en CAGS-IG-07-CM-011.
In 2014 werd een tweede soort benoemd: Gansus zheni, gebaseerd op holotype BMNHC-Ph1342. Volgens Michael Mortimer is Iteravis huchzermeyeri, een maand later benoemd op grond van een vrijwel identiek exemplaar uit dezelfde locatie, hiervan een jonger synoniem. Dit zou, als men een apart geslacht wil handhaven, leiden tot de combinatio nova Iteravis zheni. In 2021 bevestigde een studie de identiteit doch meende dat juist Iteravis prioriteit had.

## Beschrijving
Gansus heeft ongeveer de grootte van een duif. Het gewicht van Gansus is geschat op 142 gram.

## Fylogenie
Gansus is het oudst bekende lid van de Ornithurae, een groep waartoe naast de Neornithes (inclusief alle huidige vogels) ook sommige fossiele soorten zoals Ichthyornis en Hesperornis behoren.

## Levenswijze
Gansus was, ecologisch gezien, een watervogel. Met een lengte van 25 centimeter is hij kleiner dan de meeste huidige watervogels; men gaat er ook van uit dat hij minder goed kon zwemmen. Hij had echter wel zwemvliezen, en ook de bevestigingspunten voor de spieren wijzen op een zwemmende levenswijze.
Een studie uit 2013 concludeerde dat het dijbeen wat te slank was voor een dier dat van het wateroppervlak af naar beneden moest duiken. De proporties van de achterpoot waren echter gelijk aan die van futen en aalscholvers. Het zou kunnen dat het dier uit de vlucht naar beneden dook als de albatrossen maar de proporties van de vleugel leken op die van Apodiformes die deze techniek niet toepassen. Daarbij was ook de vleugel tamelijk slank zodat Gansus geen heel goede vlieger kan zijn geweest. 